# Árvádtanya
Árvádtanya (románul: Carpen), település Romániában, Erdélyben, Fehér megyében.

## Fekvése
Szerdahelytől északnyugatra, Drassó mellett fekvő település.

## Története
Nevét 1913-ban említette először oklevél Árvádtanya néven, mint Drassó tartozékát.
1974-ben Spring község faluja volt.